# Mackay (Idaho)
Pour les articles homonymes, voir MacKay.
Mackay (prononcé MACKee ) est une ville américaine située dans le comté de Custer en Idaho. Fondée en 1901 par Wayne Darlington, elle doit son nom à John William Mackay, pour qui travaillait Darlington.

## Démographie
| 1910 | 1920 | 1930 | 1940 | 1950 | 1960 |
| ---- | ---- | ---- | ---- | ---- | ---- |
| 638  | 869  | 777  | 776  | 760  | 652  |

| 1970 | 1980 | 1990 | 2000 | 2010 | - |
| ---- | ---- | ---- | ---- | ---- | - |
| 539  | 541  | 574  | 566  | 517  | - |

Selon le recensement de 2010, Mackay compte 517 habitants. La municipalité s'étend sur 0,86 mille carré (2,23 km2).